# Convento de Santa Úrsula (Toledo)
El convento de Santa Úrsula de la ciudad española de Toledo tuvo su origen en un beaterio acogido a la regla de San Agustín fundado en 1259, según afirma el padre Román de la Higuera, autor de los conocidos falsos Cronicones. Las sucesivas donaciones, a lo largo de los años, pueden explicar que el convento haya cobrado la estructura que hoy se contempla, con numerosas dependencias, articuladas en torno a dos patios, que deben coincidir con las antiguas viviendas cedidas. Los orígenes de la construcción de la iglesia son inciertos; se cree que antes de que se construyera, en 1360, la iglesia actualmente conservada, ya existía una anterior para uso del beaterio. 

## Descripción
De la época medieval se conserva el ábside mudéjar, el cual se aparta del modelo toledano por estar construido en mampostería encintada, en lugar de con las consabidas arquerías de ladrillo; en la parte alta se abren tres ventanas que mantienen la tradicional combinación de arco de herradura apuntado, cobijado por otro lobulado. 
Posteriormente, en los espacios intermedios se han incorporado dos escudos que corresponden a don Antonio de Ulloa y su esposa, doña Inés de Bazán, quienes entre 1603 y 1625 costearon la remodelación de la capilla mayor para su enterramiento. Este ábside perteneció a una iglesia de una sola nave. A esta nave se añadieron dos cuerpos laterales, con la misma fábrica de mampostería encintada, que repiten el esquema de las fachadas del crucero de Santiago del Arrabal: Remate en piñón recto escalonado y motivo de rosetón entre arquillos, todo con decoración de lóbulos. A la derecha del ábside se encuentra una sala llamada «coro viejo», que permanece todavía aislada de la iglesia por el primitivo muro exterior de la nave; conserva restos de una techumbre de madera, con un friso alrededor, bajo el que aparecen fragmentos de una inscripción en caracteres góticos. El testero de la izquierda corresponde a un espacio irregular que ha sido incorporado a la iglesia como nave de la epístola, pero que en su origen tal vez fuera un atrio; parte del cual se aprovechó en el siglo XVI para edificar una capilla, quedando el resto como nave lateral. En el muro que delimita el atrio, aunque modificada en gran parte, se conserva la primitiva puerta de entrada —que sirve ahora de acceso directo a la iglesia, al transformar el atrio en nave de la epístola—. Queda todavía el cuerpo alto de la antigua fachada de ladrillo: un friso de arcos lobulados entrelazados, con un círculo o nudo sobre las claves, que se prolonga para formar el alfiz; este motivo es característico de obras de época taifa y, aunque faltan ejemplos en Toledo de ese período, su uso resulta indudable como modelo de algunas decoraciones mudéjares; así los frisos de la torre de Santa Leocadia y de una de las fachadas del Ayuntamiento de Toledo. 
El retablo de la Visitación es obra atribuida a Alonso Berruguete, aunque no documentada y en la que hubo de tener amplia participación el taller, pero con algunos detalles de alta calidad y muy característicos del maestro, como lo es el propio grupo de la visitación.
En las dependencias utilizadas como convento, varias reformas han alterado la primitiva disposición derivada del agrupamiento de varios núcleos de vivienda. En 1623, Pedro Sánchez, carpintero, y Antonio Mexía, albañil, se encargan de remodelar el «claustro grande», dos de cuyos lienzos habían de ser derribados y rehechos de nuevo; claustro que fue casi eliminado al incorporar la mayor parte del espacio a la iglesia, para coro de las monjas, mediante una obra realizada en 1758 por José Sierra, entonces arquitecto de la catedral.